# Edward Lawrence Logan
Edward Lawrence Logan (20 janvier 1875 – 6 juillet 1939) est un avocat, juge, officier militaire et homme politique américain. Alors qu’il était encore étudiant, Logan s’est engagé dans le 9e régiment d’infanterie du Massachusetts pendant la guerre hispano-américaine. À son retour à Boston, il a été élu au Boston Common Council (en) en 1899, puis a remporté des élections à la législature du Massachusetts en tant que représentant, puis plus tard en tant que sénateur d’État. Atteignant le grade de major général après la Première Guerre mondiale, il a pris le commandement de la 26e division d’infanterie de l’armée des États-Unis. Logan a joué un rôle clé dans la réorganisation de cette unité après la guerre, ainsi que dans la Garde nationale du Massachusetts (en). Il a ensuite été président du département du Massachusetts de la Légion américaine.
L'aéroport international Logan, un aéroport international situé dans le quartier d’East Boston à Boston, porte son nom.

## Biographie

### Jeunesse
Logan est né à South Boston, Massachusetts, fils de Lawrence J. Logan et Catherine M. O'Connor. Il est diplômé de la Boston Latin School et s’est inscrit à Harvard College, où il a obtenu son diplôme en 1898. Durant sa première année, il a vécu à Holworthy Hall, où son colocataire était John Rankin McVey, avocat et banquier devenu une personnalité influente du Parti démocrate du Massachusetts.

### Carrière politique

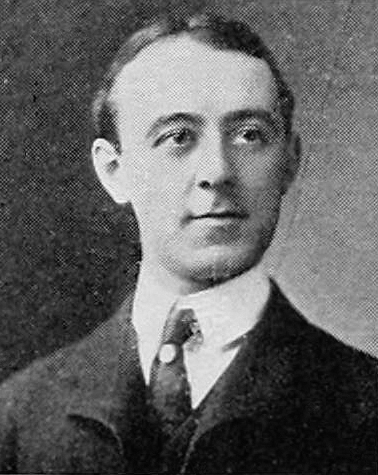
Portrait de Logan en tant que représentant d’État, durant son mandat au Comité des affaires métropolitaines, 1902.

En 1897, Logan s’est enrôlé dans le 9e régiment d’infanterie de la Garde nationale du Massachusetts. Il a rapidement été promu au grade de sergent-major et a participé aux combats à Cuba pendant la guerre hispano-américaine. Il est retourné à Boston à l’automne 1898 et s’est inscrit à la Harvard Law School. Encore étudiant en droit, Logan a été élu au Boston Common Council (en), où il a siégé de 1899 à 1900.
En 1900, Logan s’est présenté avec succès aux élections à la Chambre des représentants du Massachusetts, où il a siégé de 1901 à 1902. Il a obtenu son diplôme de droit en 1901 et a été admis au barreau, après quoi il a commencé à exercer à Boston.
Logan a été élu au Sénat de l'État du Massachusetts en novembre 1905 dans un district de South Boston. Il a siégé de 1906 à 1907, et a été candidat malheureux à l’investiture démocrate pour le Congrès dans le 10e district du Massachusetts en 1906.
En 1907, Logan a été nommé juge associé de la Cour municipale du district de South Boston par le gouverneur républicain Curtis Guild Jr.. Il est resté sur le banc pendant les 25 années suivantes, à l’exception de ses périodes de service militaire.

### Carrière militaire

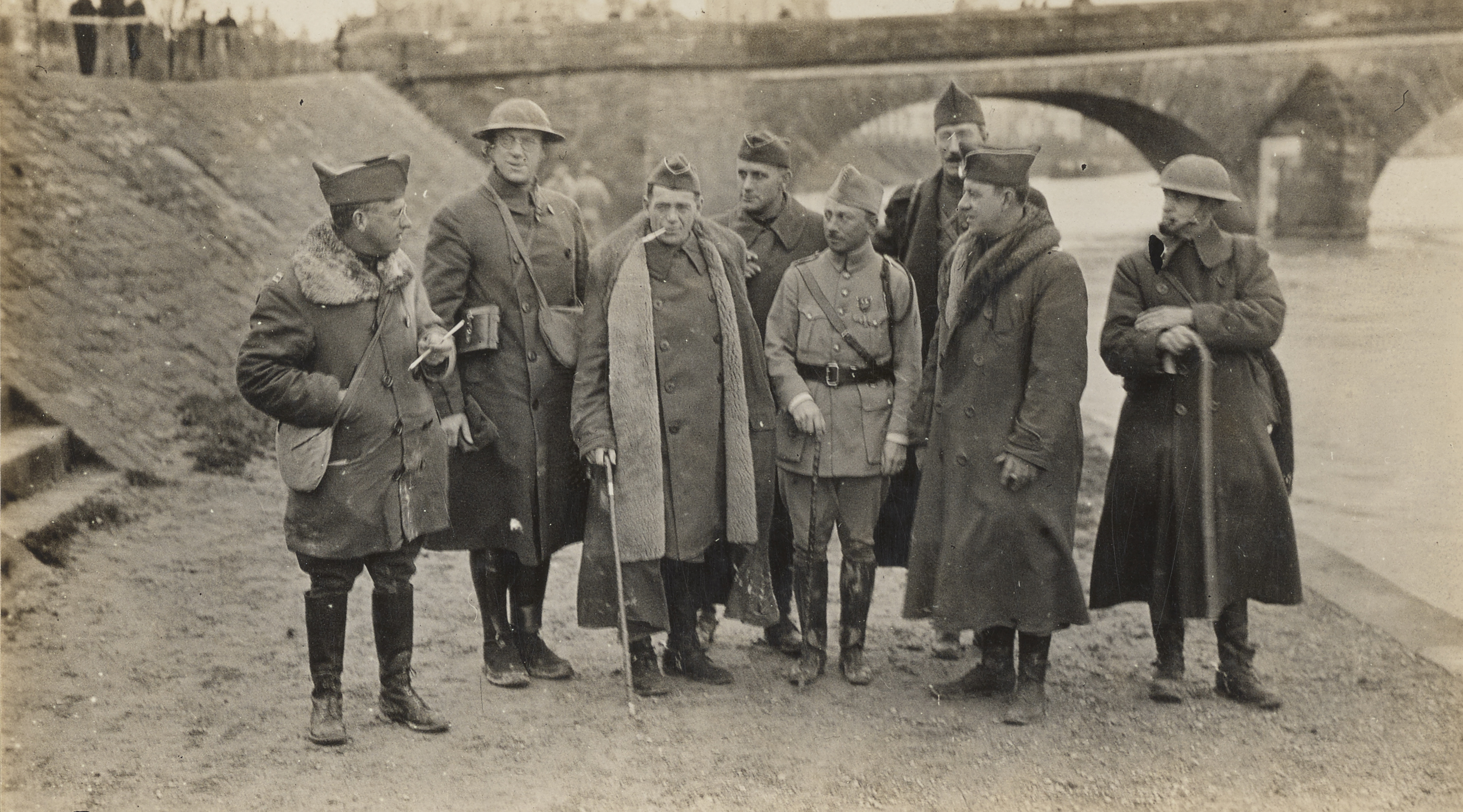
Colonel Logan (deuxième à partir de la gauche) et son état-major, en route vers le front occidental, mars 1918.

Bien que Logan ait démissionné de la milice d’État en 1899, il y est revenu en 1901 et a été commissionné en tant que sous-lieutenant dans le 9e régiment d’infanterie. Il a servi dans le 9e régiment pendant les dix années suivantes et a été promu au grade de premier lieutenant puis de capitaine. En février 1911, il a été promu commandant et en mai 1912, il est devenu commandant du régiment avec le grade de colonel.
En mars 1917, le régiment de Logan a été mobilisé pour garder des installations en prévision de la déclaration de guerre des États-Unis contre l'Allemagne. Après plusieurs mois de garde, le 9e régiment a été fédéralisé et renommé 101e régiment d’infanterie, faisant partie de la 26e division d’infanterie, une organisation de la Garde nationale constituée à partir des unités des États de Nouvelle-Angleterre. Logan a accompagné ses troupes en France en tant que commandant du 101e régiment, qui a combattu tout au long de la guerre.
En avril 1919, le 101e régiment d’infanterie a été relevé de son service actif, et Logan a supervisé sa réorganisation en une unité de la Garde nationale du Massachusetts (en). En janvier 1921, Logan a été promu général de brigade et a pris le commandement de la 1re brigade de la Garde nationale du Massachusetts. En mars 1923, il a été promu général de division comme commandant de la 26e division. En tant que premier commandant d’après-guerre, le général Logan était responsable de la réorganisation et de la formation de la division en une unité entièrement composée du Massachusetts.

### Vie après-guerre
Tout au long du reste de sa vie, Logan s'est illustré comme défenseur des anciens combattants en tant que commandant d'État de la Légion américaine et président de la National Guard Association of the United States (en). Il a pris sa retraite de la Garde en 1938. À sa retraite, Logan a reçu une promotion d'État au grade de lieutenant général en reconnaissance de ses décennies de service militaire.

### Décès et héritage
Logan est décédé à Boston le 6 juillet 1939. Il avait 64 ans au moment de sa mort.
En 1943, l'aéroport de Boston, alors appelé aéroport de Boston/Jeffrey Field, a été renommé aéroport Général Edward Lawrence Logan en son honneur. Bien que Logan n'ait pas été aviateur, il a fortement milité pour que les pilotes, groupe à haut risque, bénéficient de prestations pour anciens combattants.
Une statue de Logan réalisée par Joseph Coletti (en) a été dévoilée à l'entrée de l'aéroport lors d'une cérémonie publique le 20 mai 1956. Elle a été déplacée à plusieurs reprises pour s'adapter à l'expansion de l'aéroport.